# Synagogenbezirk Cottbus
Der Synagogenbezirk Cottbus mit Sitz in Cottbus, einer kreisfreien Stadt im Land Brandenburg, war ein Synagogenbezirk, der nach dem Preußischen Judengesetz von 1847 geschaffen wurde.
Laut dem Statut für die Synagogengemeinde Cottbus aus dem Jahr 1858 umfasste der Synagogenbezirk Cottbus die Kreise Cottbus, Calau, Spremberg und Teile des Landkreises Luckau.